# Schnusea barei
Schnusea barei är en tvåvingeart som beskrevs av Lane och Coher 1950. Schnusea barei ingår i släktet Schnusea och familjen svampmyggor. Inga underarter finns listade i Catalogue of Life.